# Froggattisca testacea
Froggattisca testacea är en insektsart som först beskrevs av Peter Esben-Petersen 1923. 
Froggattisca testacea ingår i släktet Froggattisca och familjen myrlejonsländor. Inga underarter finns listade i Catalogue of Life.